# Erik Johansson (Vasa)
Erik Johansson (Vasa), född 1470 på Örbyhus slott, död 8 november 1520 på Stortorget (avrättad vid Stockholms blodbad), var en svensk riddare och riksråd, främst känd som far till sedermera kung Gustav Vasa.  

## Biografi

### Häradshövding, hövitsman, riddare och kungafader
Erik Johansson var son till Johan Kristiernsson och Birgitta Gustavsdotter och blev som vuxen, i sitt gifte med Cecilia Månsdotter, far till Gustav Eriksson – sedermera svensk kung och riksbyggare, mer känd under namnet Gustav Vasa. 
Johansson var häradshövding i Danderyd och Rydbo, åren 1504–05 hövitsman på Kastelholms slott på Åland och ägde dessutom sätesgården Rydboholm i Uppland. 
Under stormannaupproret mot morbrodern Sten Sture den äldre år 1497 ska Johansson ha plundrat Fröunda prästgård varför han en tid hotades med bannlysning. När inbördesstriderna ebbat ut var han därpå delaktig i förlikningen mellan Sten Sture och Hans av Danmark och blev vid Hans kröning till svensk kung senhösten 1497 dubbad till riddare.

### Stöttar morbror Sten Sture, blir riksråd
År 1501 stödde Johansson sin morbror i ett lyckat uppror mot kung Hans som gjorde Sten Sture till riksföreståndare, varefter Erik blev Svenskt riksråd. Hans jordinnehav ökade ännu mer efter att morbrodern avlidit 1503 och Johansson ärvt alla hans gårdar i Uppland och Sörmland.

### Avrättad vid Stockholms blodbad
Enligt flera 1500-talskällor, bland andra Olaus Petri och den lybeckska krönikören Reimar Kock, skall Johansson ha tillhört dem som avrättades vid Stockholms blodbad. Enligt berättelsen ska han ha kommit för sent till kröningsfesten och ovetande om vad som pågick där inne bankade han på dörren och krävde att bli insläppt. Så skedde och sålunda avrättades även han.

### Kungafader – med dåligt rykte
Kungafadern Erik Johansson har fått ett mycket dåligt eftermäle. I allmänhet beskrivs han som trätgirig, brutal och med dålig respekt för lagar och regler, trots att han var häradshövding. År 1490 dräpte han en man från Stockholm som gjort intrång på Rydboholms marker, och fick efteråt lova att icke vidare dem låta slå, hamra och hantera som andra oskäliga skogsdjur, ryssar eller dödsfiender. Hans egen systerdotter kallade honom "...en simpel och enfaldig man" och arkivariern och 1500-talshistorikern Rasmus Ludvigsson beskrev honom som "en lustig och snacken herre, så at han genom sitt lustige snack offte kom mongen til löye". Släktforskaren Hans Gillingstam har skrivit att Erik Johansson var "ett ovanligt svagt nummer inom sin lysande ätt."
Det franska sändebudet Charles Dançay rapporterade 1567–73 att Erik Johansson ska ha varit en dåre som rände kring på gatorna, men den uppgiften kan knappast heller tros vara en objektiv sanning. I Stockholms stads tänkeböcker finns dock ett antal brottmål mot honom, han gjorde sig bland annat skyldig till dråp. I övrigt känner man mest till mer sentida nationalistisk historieskrivning.

## Barn
Rasmus Ludvigsson anger att Erik fick åtta barn i giftet med Cecila Månsdotter. Av dessa är förutom de mycket välbelagda Gustav och Margareta endast Märta och Emerentia kända från andra källor.
1. Birgitta.
2. Gustav (1496–1560), kung av Sverige 1523–1560
3. Margareta Gift med Joakim Brahe och Johan av Hoya (-1536)
4. Magnus. Uppgifter om att han skall ha dött 1529 i äldre litteratur kan inte vara riktiga.
5. Märta, pestdöd 1522 under fångenskap i Blå tornet i Köpenhamn.
6. Johan.
7. Emerentia, pestdöd 1522 under fångenskap i Blå tornet i Köpenhamn.
8. Anna, död ung i Vadstena kloster.

Erik skall också enligt ett brev från Wulf Gyler ha haft en illegitim son, en slottskrivare kallad Mårten munk, som själv kallade sig Knutsson och avrättades för förräderi 1537.